# Athysanus argentarius
Athysanus argentarius is een dwergcicade behorend tot de familie Cicadellidae. 

## Kenmerken
Volwassen dieren hebben een lengte van 6,5 to 8 mm. De relatief grote ivoorkleurige krekels hebben een kenmerkend donker lijnenpatroon dat de ogen verbindt en doorloopt. Centraal over het schildje en de achterste helft van het pronotum loopt een smalle lengtelijn. Parallel hieraan lopen ook twee kortere lengtelijnen over het scutellum en pronotum. Strokleurige verticale lijnen lopen over de hemielytra.

## Levenswijze
Hij leeft oligofaag op verschillende grassen, zowel op grasland als op gazons:
- Arrhenatherum elatius (Gewone glanshaver)
- Calamagrostis epigejos (Duinriet)
- Dactylis glomerata (Kropaar)
- Deschampsia cespitosa (Ruwe smele)
- Elytrigia repens (Kweek)
- Holcus lanatus (Gestreepte witbol)
- Holcus mollis (Gladde witbol)
- Schedonorus arundinaceus (Rietzwenkgras)

De krekels zuigen aan de bladeren en stengels van deze planten. De volwassenen van één generatie vliegen van juni tot september.

## Verspreiding
De soort is inheems in het Palearctisch gebied. Het is wijdverspreid in Europa. De soort is aanwezig op de Britse Eilanden terwijl hij afwezig is op het Iberisch Schiereiland. De soort werd in de 20e eeuw in Noord-Amerika geïntroduceerd, waar hij zich heeft gevestigd in het noordoosten van de Verenigde Staten en het oosten van Canada. De soort cicade komt voornamelijk langs de kust

## Schadelijk effect
De soort cicade wordt beschouwd als een drager van de bacterie Candidatus Phytoplasma asteris, die de plantenziekte astergeel veroorzaakt ("vergeling van asters").

## Naam
Het epython argentarius komt uit het Latijn en betekent "zilver".